# Diplogasterellus stammeri
Diplogasterellus stammeri är en rundmaskart. Diplogasterellus stammeri ingår i släktet Diplogasterellus och familjen Diplogasteridae. Inga underarter finns listade i Catalogue of Life.